# Дума Зіновій Євгенович
Зіновій Євгенович Дума  (нар. 28 лютого 1956, село Арламівська Воля, тепер Мостиського району Львівської області) — український діяч, голова Івано-Франківського обласного товариства «Меморіал» імені Василя Стуса. Народний депутат України 1-го скликання.

## Біографія
Народився у селянській родині.
У 1973—1978 роках — студент історичного факультету Львівського державного університету імені Івана Франка, викладач історії.
У 1978—1980 роках — вчитель Віжомлинської середньої школи Яворівського району Львівської області. У 1980 році працював вихователем Івано-Франківського професійно-технічного училища № 16.
З 1980 року — молодший науковий працівник, методист, старший методист Івано-Франківського краєзнавчого музею.
З 1989 року — член виконкому Івано-Франківської крайової організації Народного Руху України (НРУ). Голова Івано-Франківського обласного товариства «Меморіал»; член ради культурно-наукового товариства «Рух»; депутат Івано-Франківської обласної Ради.
4.03.1990 обраний народним депутатом України, 1-й тур 59,98 % голосів, 10 претендентів. Входив до «Народної ради», фракції Народного руху України, фракції Конгресу національно-демократичних сил. Голова підкомісії з питань релігій та міжконфесійних відносин Комісії ВР України з питань культури і духовного відродження.
Один з ініціаторів інспірованої Кравчуком невдалої спроби розколу Народного Руху України в 1992 році, названої Всенародний Рух України (ВсРух).
Потім став членом Соціалістичної партії України. На президентських виборах 2004 року був довіреною особою Василя Волги. Обирався керівником Івано-Франківського обласного народно-патріотичного об'єднання «За українську перемогу».
Працював викладачем Івано-Франківського інституту права, економіки і будівництва.
Одружений, має двоє дітей.